# San Francisco Bay Area
San Francisco Bay Area, oftest blot benævnt The Bay Area, er en tætbefolket region, som omslutter den bugt som dannes af San Francisco og San Pablo flodmundingerne i Nordcalifornien, USA.
Regionen omfatter storbyområderne San Francisco, Oakland og San José, en række mindre byer samt landbrugsområder. De ni amter (counties) i Bay Area er Alameda, Contra Costa, Marin, Napa, San Francisco, San Mateo, Santa Clara, Solano og Sonoma. Regionen, som har omkring 7,15 mio indbyggere, rummer foruden de større og mindre bysamfund flere lufthavne samt regionale, delstats og føderale nationalparker, alt sammen forbundet af et netværk af almindelige veje, motorveje, jernbaner, broer og tunneller. Storbyområdet, som omfatter San Francisco og San José, er nr. 53 på ranglisten over verdens storbyområder. 
Den nævnte definition af San Francisco Bay Area, som omfattende de ni counties, anerkendes ikke officielt af det føderale statistiske bureau, United States Census Bureau, som opererer med et større område benævnt San José-San Francisco-Oakland Combined Statistical Area (CSA). Dette område omfatter også amterne Santa Cruz og San Benito, som, selv om de ikke grænser op til San Francisco bugten har tætte økonomiske, historiske og kulturelle bånd til de øvrige ni amter. Dette CSA havde ved den sidste folketælling i 2010 7,46 mio indbyggere og er dermed det sjettestørste CSA i USA. 
San Francisco Bay Area er kendt for sin naturskønhed, for at være et politisk liberalt område samt for iværksættertrang og for den store variation inden for området. Det er en region, hvor indkomsterne er høje, men hvor leveomkostningerne også er tilsvarende høje. 